# Mouvement des sans-terre
Pour les articles homonymes, voir MST.
 (novembre 2009).
Si vous disposez d'ouvrages ou d'articles de référence ou si vous connaissez des sites web de qualité traitant du thème abordé ici, merci de compléter l'article en donnant les références utiles à sa vérifiabilité et en les liant à la section « Notes et références ».

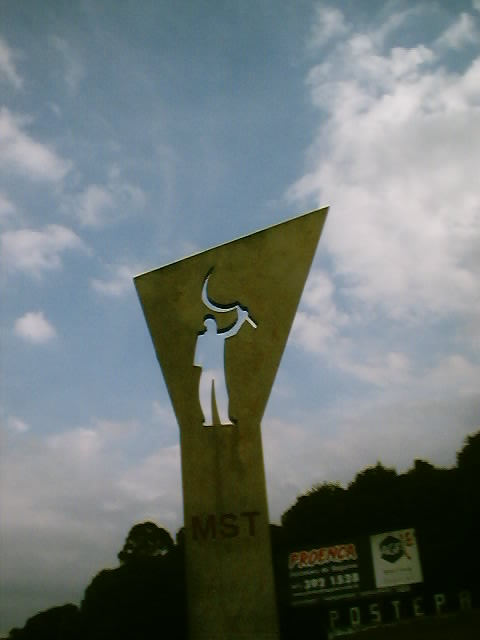
Monument en faveur du mouvement à Curitiba

Le Movimento dos Trabalhadores Rurais Sem Terra (MST, Mouvement des travailleurs ruraux sans terre) ou Mouvement des sans-terre est une organisation populaire brésilienne qui milite pour que les paysans brésiliens ne possédant pas de terre, disposent de terrains pour pouvoir cultiver. Depuis la création du mouvement en 1985, 1 722 militants ont été assassinés.

## Histoire

### L'agriculture au Brésil
Quand la couronne portugaise envahit ce qui deviendra le Brésil, elle divisa la terre en grandes propriétés, appelées les capitaineries héréditaires, qu’elle offrit à des aristocrates portugais, devenant alors seigneurs ou capitaines. Le rôle de ces immenses propriétés était la production agricole, l’extraction de l’or et, surtout, l’organisation de la traite des esclaves (africains et indigènes) dans le but de transiter toutes les richesses produites jusqu’au Portugal.
L'agriculture se structura donc autour de grandes cultures de rentes et d'exportation. Cette situation a peu évolué et aujourd’hui, 1 % des propriétaires terriens possèdent 54 % des terres cultivables. Il y a quelque 12 millions d'ouvriers agricoles, fermiers ou métayers, dont le nombre reste très élevé proportionnellement à la surface des terres cultivables, ce qui entraîne un niveau de vie très inférieur à celui de leurs homologues des pays développés.
Selon l'organisation, le Brésil est le troisième exportateur de ressources naturelles dans le monde. En matière de ressources hydrauliques, le pays possède la plus grande biodiversité au monde et la plus grande réserve d’eau douce, avec le bassin de l’Amazone. Selon le M.S.T., le climat brésilien est propice à l’agriculture. Pourtant, plus de 40 des 170 millions d'habitants y souffrent de la faim.

### Naissance du MST
Le mouvement des sans-terre se réclame d'une longue filiation de lutte pour la terre dont les racines plongent dans le passé colonial du Brésil.
- Dès le début du XVIIe siècle, le marronnage, c'est-à-dire la fuite des esclaves, a pris au Brésil la forme des quilombos, des zones d’installation pour les esclaves en fuite, avec un retour à l’agriculture familiale, à la coopération solidaire. Palmares, situé dans le Nordeste, a constitué un quilombo organisé en royaume pendant près d'un siècle. Son leader le plus célèbre fut Zumbi dos Palmares[3].
- La révolte de Canudos, menée par Antônio Conselheiro, installa 25 000 personnes sur une terre conquise pour construire une société parallèle théocratique. Elle fut réprimée par un massacre en octobre 1897.
- Les ligues paysannes sont nées dans le Pernambouc à partir de 1955. Conçue à l'origine comme une société d'assistance pour la paysannerie pauvre sur la plantation Galiléia du municipio de Victoria de Santo Antão, la première ligue a rapidement essaimé dans l'ensemble du Nordeste puis dans le sud du pays. En 1963, plusieurs centaines de ligues regroupaient plus de 500 000 affiliés. Le seul État du Pernambouc comptait vingt-sept ligues et 120 000 membres[4]. Ces ligues ont expérimenté, avec succès, le mode d'action des occupations de terre, contraignant, notamment dans le Nordeste, le gouvernement à des expropriations en faveur des petits paysans.

Pendant la dictature militaire de 1964 à 1984, le pays connut la révolution verte qui entraîna la mécanisation de l’agriculture. Cette restructuration entraîna l'expulsion de petits propriétaires, les salariés agricoles des latifundiums qui devinrent sans terre. Un grand nombre migrèrent vers les villes, alors que celles-ci étaient déjà confrontées à une vague de chômage.

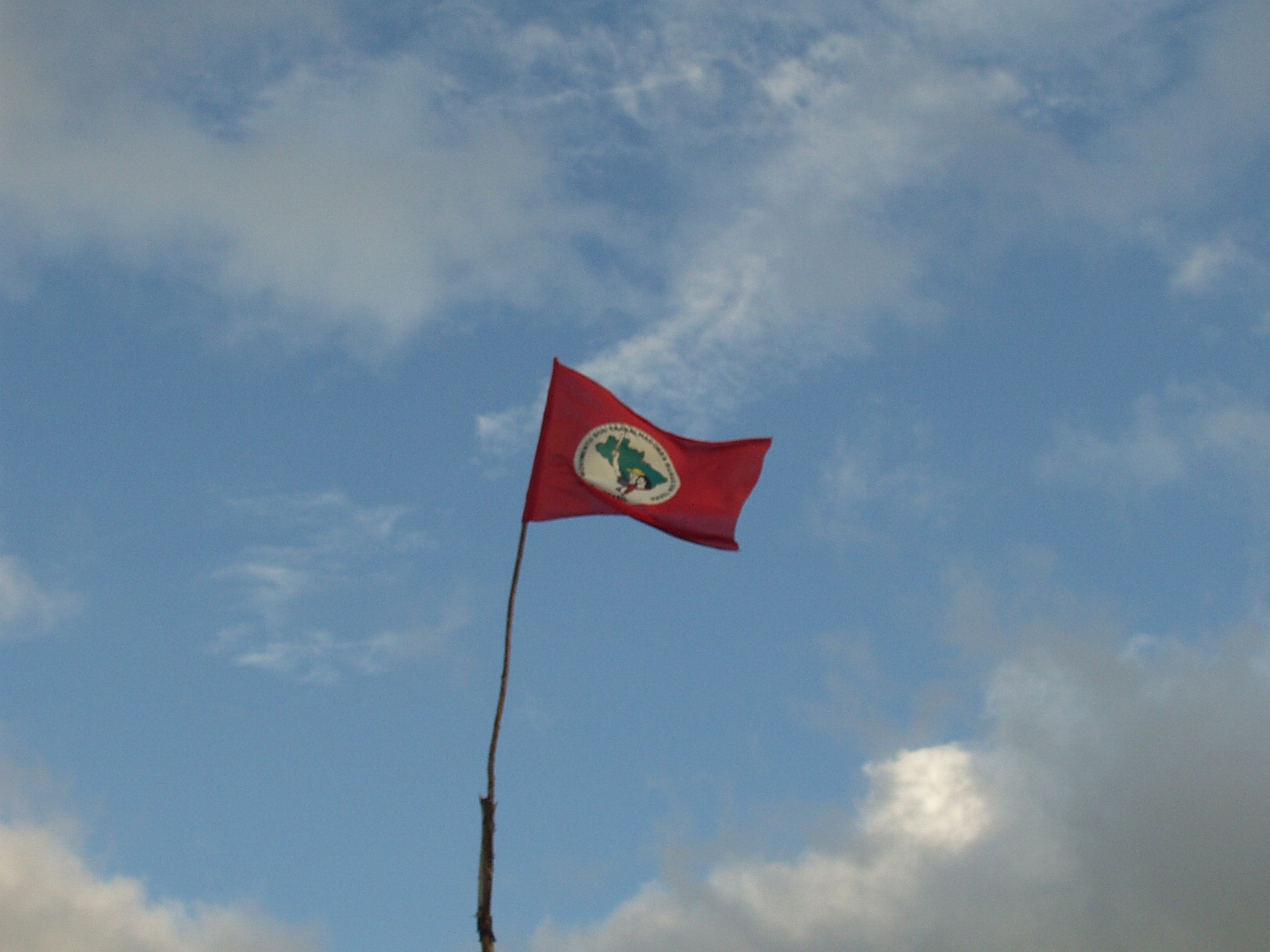
Le drapeau du mouvements des Sans-Terre.

Le 7 septembre 1979, dans le Rio Grande do Sul, des paysans sans terre (la plupart expulsés par la construction de barrage) expérimentèrent la première occupation massive, dans la fazenda Macali. Ils furent fortement appuyés par la Commission Pastorale de la Terre (CPT), une organisation populaire de religieux de la théologie de la libération. Rapidement, de nombreuses occupations de latifundio s’organisèrent, côtoyant les mobilisations populaires pour le retour à la démocratie.
En 1984, la première rencontre des travailleurs ruraux sans terre officialisa la naissance du Mouvement des travailleurs ruraux Sans-Terre (MST) dont le rôle est l’organisation et l’éducation (alphabétisation, puis formation politique et militante des jeunes et des adultes) des sans-terre en mouvement dans les différentes actions politiques (campements, occupations de latifundio, d’organismes publics, de multinationales, fauchage de champs d’OGM, marches…).

## Principes fondateurs
Plusieurs principes fondateurs du MST ont été adoptés lors du premier congrès :
- Le MST est indépendant de tout parti politique, de l’État brésilien et de l’Église catholique.
- Tous les organes de direction du MST doivent comprendre 50 % d’hommes et 50 % de femmes.
- Le MST ne lutte pas seulement pour la terre mais pour la réforme agraire juste et non commerciale (pour l’expropriation et l’attribution des terres aux personnes qui la travaillent et non la vente des terres et l’endettement des paysans comme le proposent le gouvernement et la Banque mondiale (Banco da terra, novo mundo rural).)
- Le MST n’est pas un mouvement isolé de lutte pour la terre mais s’organise au niveau national (23 États) et international : Confederação Latina das Organisações Camponeses (CLOC), Via Campesina.
- Le MST agit dans une continuité historique des mouvements de luttes contre l’oppression et pour la terre au Brésil et dans le monde.
- Le MST n’est rien d’autre que les sans-terre en mouvement et pratique le centralisme démocratique et la démocratie participative.
- La production du MST est une production écologique, sans pesticide, sans engrais chimique et sans OGM, favorisant une diversification des cultures, la reforestation, la culture de plantes médicinales, la nourriture pour les familles du MST et la commercialisation du surplus à des prix accessibles aux plus démunis. Les rapports de production sont coopératifs et solidaires.

## Opposition à l'OMC
Le MST s'inscrit dans la mouvance altermondialiste en s'opposant aux institutions comme l'OMC ou le FMI. Elle estime en effet que la politique de l'OMC a une influence directe sur le pillage des richesses agricoles du pays. Il accuse également le FMI d'avoir soutenu la dictature puis d'avoir imposé au pays un programme économique qui est le principal responsable de la crise sociale qui touche le pays.

## Actions
Aujourd'hui le MST regroupe 1,5 million de personnes (300 000 familles dans les assentamentos (terres conquises), 150 000 encore dans des acampamentos (occupations).

### Occupations
Le MST organise des occupations massives de terre de latifundio (avec entre 30 et 1 000 familles) monte un acampamento, de là commence une bataille concrète, la répression plus ou moins tardive par la police ou par les mercenaires armés des grands propriétaires ; et une bataille juridique, le MST s’appuyant sur l’article 184 de la constitution de 1988 qui stipule que « Il incombe à l'Union de s'approprier, par intérêt social, aux fins de la réforme agraire, le bien rural qui n'accomplit pas sa fonction sociale », le débat juridique se fait sur la définition de la fonction sociale de la terre, débat sensible au rapport de force entre les mobilisations des sans-terre et le pouvoir corrupteur du grand propriétaire.

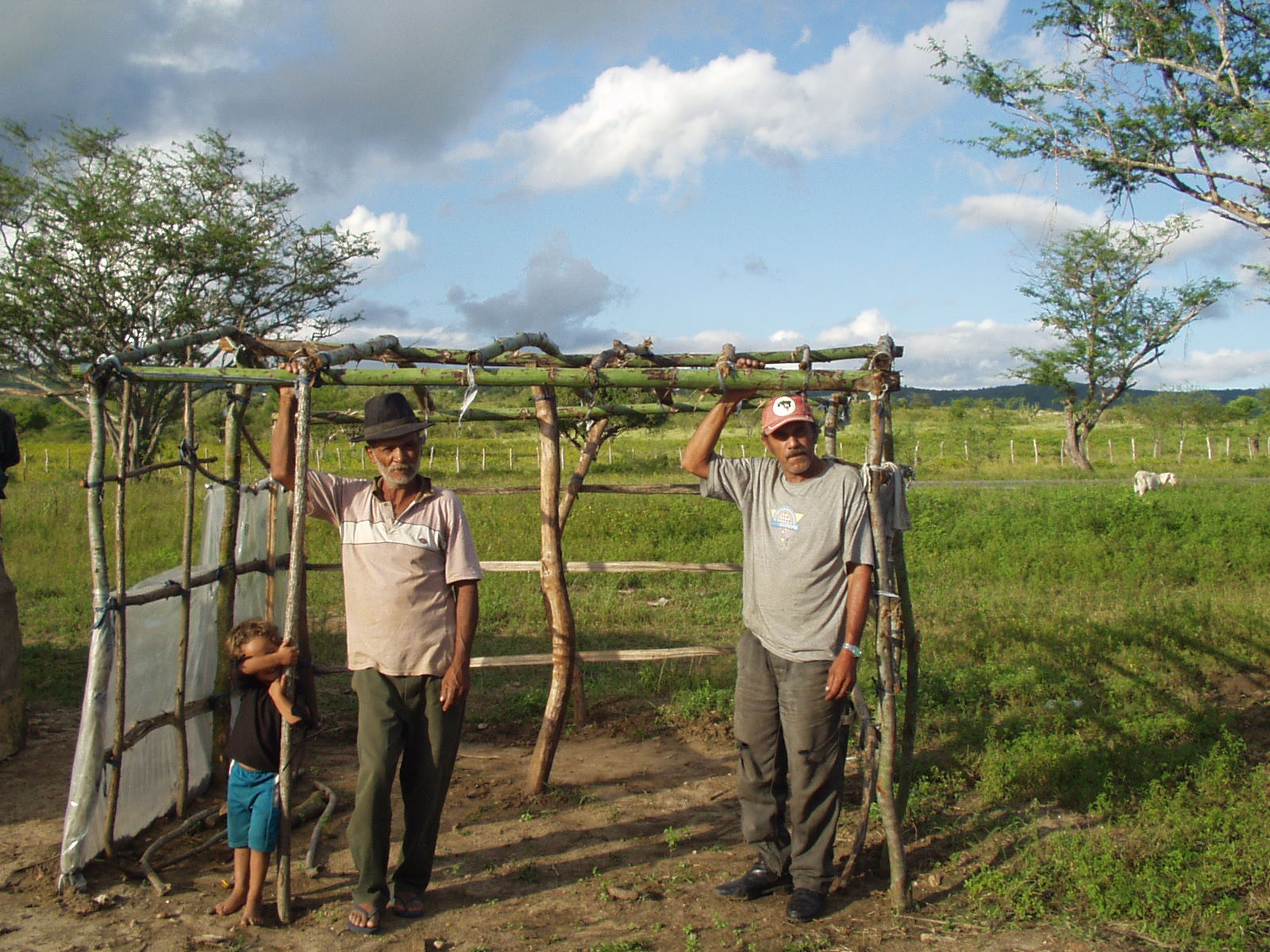
Occupation par un groupe de paysans sans-terre.

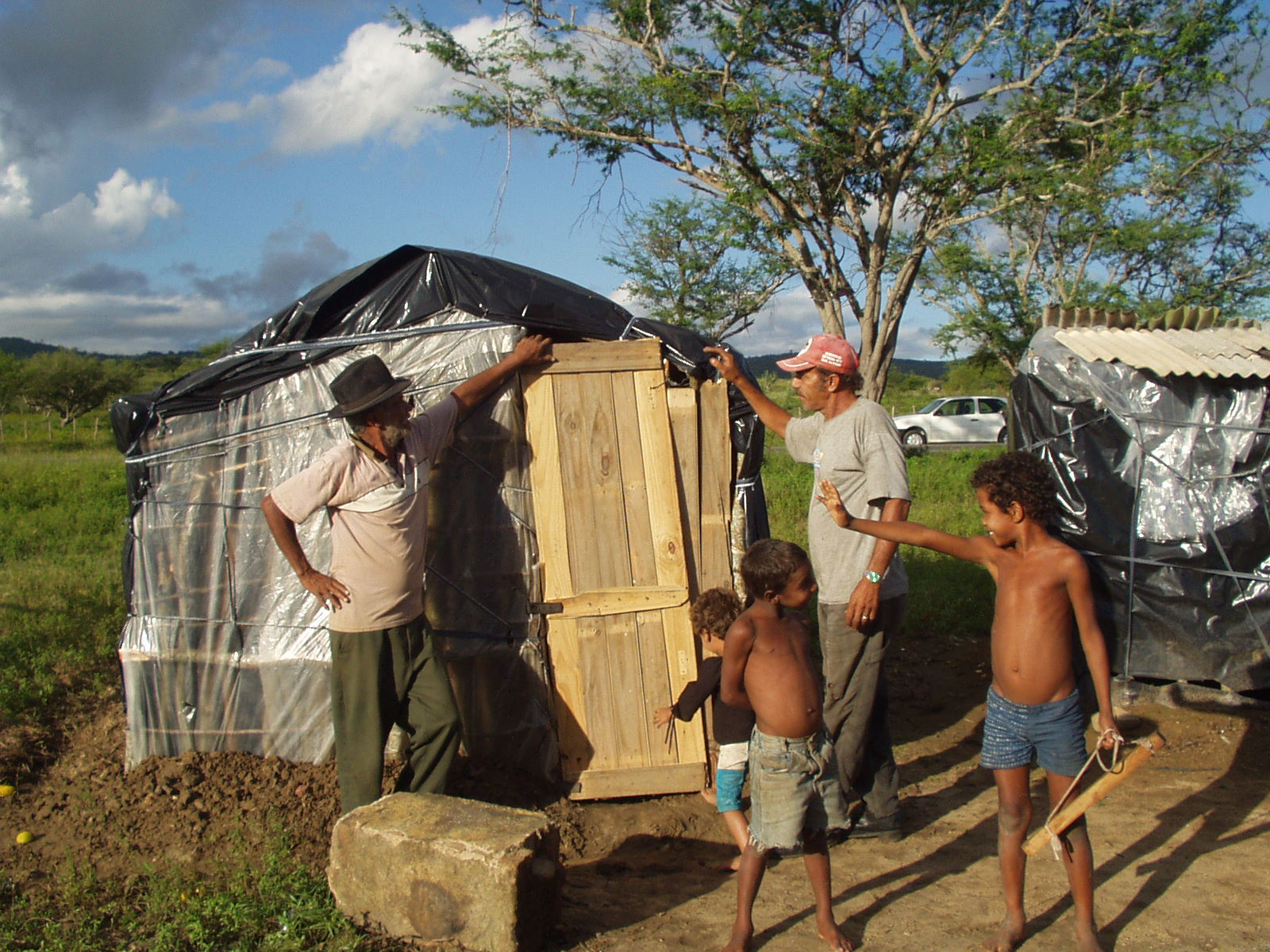
Occupation:construction sommaire.

La bataille juridique peut se conclure par l’expropriation de la surface de terre occupée et la transformation en assentamento, le déblocage de subventions agricoles, de moyens publics pour le salaire des éducateurs des écoles de l’assentamento et pour le poste de santé.
Chaque famille conquiert l’équivalent de 10 à 20 hectares (selon les régions et le type de terre), qu’elle peut exploiter de façon individuelle, ou collective. Beaucoup de familles s’organisent en coopératives de production et de transformation (boulangerie, productions diverses).
La surface conquise par ces luttes est équivalente à 7 millions d’hectares, ce qui représente 2 fois la superficie du Danemark.
Les luttes du mouvement des sans-terre ont permis à près de 500 000 familles sans terre de récupérer des surfaces agricoles.

### Manifestations
Le MST a organisé du 1 au 17 mai 2005, la plus grande marche populaire de l'histoire brésilienne, avec plus de 12 000 personnes marchant de Goiania à Brasilia c'est-à-dire 300 kilomètres. Le but de la marche était de faire pression sur le gouvernement Lula pour qu'il tienne ses promesses électorales en ce qui concerne la réforme agraire (installation de 400 000 familles avant la fin de son mandat en 2006).

### Actions éducatives
Les sans-terre ont construit 1 800 écoles et obtenu des financements publics pour leur fonctionnement, 160 000 enfants sont scolarisés, 3900 éducateurs ont été formés par le mouvement en relation avec 7 universités publiques, il existe un programme d’alphabétisation qui a touché plus de 30 000 jeunes et adultes.
Estimant que l'éducation traditionnelle forme à la compétition, le MST tente avec ses écoles de développer de nouvelles valeurs de solidarité pour former des acteurs sociaux, de véritables citoyens, pour que les sans terre installés sur les terres légalisées restent des sans-terre, militants de la lutte pour la réforme agraire dans tout le Brésil et pour tous les Brésiliens. La dimension éducative du MST est donc très importante, et il forme des éducateurs pour les écoles des assentamentos et acampamentos à une pédagogie particulière : la pédagogie libératrice de Paulo Freire, un éducateur brésilien, prêtre de la théologie de la libération, auteur de la pédagogie des opprimés.

### Actions sociales
Pendant la pandémie de Covid-19, le MST effectue toutes les semaines des dons issus de sa production agricole dans les favelas.

## Oppositions
Si, grâce à son organisation et à sa dimension éducative, le MST est devenu le mouvement de masse de lutte pour la terre qui a duré le plus de temps dans l’histoire du Brésil, il n'en est pas moins critiqué. La presse brésilienne n'hésite pas qualifier les sans-terre de "terroristes", ou plus récemment de "talibans du Brésil" (Jornal do Brasil, 4 avril 2002). Il est aussi poursuivi à plusieurs reprises par la justice brésilienne.
Le 17 avril 1996, la répression d’une manifestation du MST dans l'État du Pará (nord du Brésil) par la police militaire a entraîné la mort de 19 manifestants. Les organisations paysannes internationales ont décrété cette date, jour international des luttes paysannes. Aujourd'hui, le MST est un des mouvements de résistance au libéralisme des plus organisés du monde.
Le parlementaire d’extrême droite Jair Bolsonaro - élu président en 2018 - déclare en 2016 : « La carte de visite pour un marginal du MST, c’est une cartouche de 7.62 ».
Selon le sociologue Laurent Delcourt, la destitution de la présidente Dilma Roussef et la reprise du pouvoir par les conservateurs en 2016 entraîne une hausse rapide des violences contre le MST.
Le 22 mars 2017, un dirigeant du mouvement est abattu par un groupe de cinq hommes lourdement armés dans un hôpital. Le 20 avril 2017, neuf paysans sans-terres sont assassinés par balle ou à l’arme blanche. Retrouvés pieds et poings liés, certains d’entre eux avaient été décapités, d’autres présentaient des marques de torture. Le 24 mai, la police intervient pour déloger les sans-terres d'un terrain occupé et ouvre le feu, tuant 10 personnes et en blessant 24 autres.

## Reconnaissances
Le mouvement a reçu le Right Livelihood Award, (parfois appelé prix Nobel alternatif) en 1991 et le prix international Roi Baudouin pour le Développement en 1997.